# Lunnahöjastugan
Lunnahöjastugan är en stuga, ursprungligen ett s.k. sydgötiskt hus, uppförd i byggnadstekniken skiftesverk, troligen under sent 1600-tal. Lunnahöjastugan var ursprungligen belägen i Lunnahöja by i Norra Mellby socken i Hässleholms kommun, Skåne, men flyttades till sitt nuvarande läge i Degeberga hembygdspark på 1940-talet.